# Грбаљска буна 1848.
Грбаљска буна из 1848. године, представља један од многобројних устанака српског народа на подручју Грбља, у данашњој Црној Гори. Због тешких пореза наметнутих од стране аустријских власти, као и поводом одлуке Хабзбуршке монархије да својим уставом 25. априла 1848. године уведе парламентарни режим који их довео у неповољан положај, али и дугогодишње нетрпељивости према страној аустријској власти, 26. јула 1848. Грбљани су кренули у отворену побуну. Уз помоћ својих сународника из Црне Горе, успели су да потуку тамошње аустријске трупе и да их натерају да се повуку у Котор, што је тадашњег гувернера Краљевине Далмације натерало да пошаље свог изасланика који је повео преговоре са Грбљанима. Преговори су успешно завршени 18. октобра, када је постигнут споразум по коме су Грбљанима смањени порези, а устаници амнестирани.

## Ситуација у Хабзбуршкој монархији
Године 1848. и 1849. су биле период побуна и нереда у Европи. Побуне су имале различите карактере у зависности од држава и ситуација, али заједнички елементи побуна били су жеља за већом самосталношћу, праћене либерализмом и против-буржујском оријентацијом. За разлику од тадашње Пруске или Француске, где су револуције углавном биле оријентисане ка борби против неравноправности између класа, или борбама за републиканским уређењем, у Хабзбуршкој монархији, оне су имале више национални, а затим социјални карактер. Хабзбуршка монархија, односно Аустријанци, под својом контролом су држали многобројне народе. Због тога, подстакнути побунама широм Европе, у Хабзбуршкој монархији избија низ националних устанака у коме су тражене веће или потпуне аутономије у односу на саму аустријску управу. Такве су револуција у Мађарској и Галицији 1848. године, а оне су укључивале велики број народа у Хабзбуршкој монархији попут Мађара, Срба, Чеха, Румуна, Хрвата и других.

### Стање у Боки Которској пре устанка
Након пада Млетачке републике 1797. године, целокупно подручје Боке Которске је потпало под власт Хабзбуршке монархије, према одредбама Кампоформиског мира. Већ 17. септембра 1804. године, управо у Грбљу је избио устанак против аустријске управе која је желела да прегази њихова стара права и привилегије, али су због снаге побуне где су побуњеници окружили тврђаву на Тројици и пресекли све путеве из Котора према Будви, Аустријанци попустили и потписали споразум са Грбљанима. Након тога, због Наполеонових освајања је Бока потпала под француску власт, што је изазвало Србе из Боке Которске, а и њихове суседе, Србе из тадашње Црне Горе, да крену у сукоб са њима, притом се у сукобима ставивши на страну Русије од које су добили подршку. Након низа француских пораза током 1812. и 1813. године, увидевши прилику за уједињење, Бокељи и Црногорци су организовали локалне скупштине, и на крају једну Централну комисију на чијем челу је био српски владика Петар I Петровић Његош. Добили су понуду од Хрвата да се Далмација и Бока као део ње прикључи Хрватској и Славонији, чиме би се формирала Троједна краљевина (Троједница) преко које су Хрвати под баном Јосипом Јелачићем желели да прошире утицај на све римокатоличке Јужне Словене и изборе се за додатну самосталност. Бокељи су, уз истицање да нису Далматинци већ Бокељи, одбили ту понуду, желећи прво да се уједине међу собом и са осталим Србима, без утицаја стране круне. Бокељи и Црногорци су 23. октобра 1813. године прогласили уједњење Црне Горе и Боке Которске. Ипак, велике силе су 1814. године потврдиле права Хабзбурга, која је потом поново обухватила Боку Которску под својом круном. Због утицаја владика Српске православне цркве са Цетиња, аустријске власти су 1820. године укинуле његову духовну власт у Боки и пренеле духовну јурисдикцију на православно-далматинског Епископа српске цркве у Далмацији. Све ово је имало великог утицаја на односе православних Бокеља, а тиме и Грбљана, са страном аустријском управом, која је постала непопуларна чак и код римокатолика.
Побуњена Венеција започиње да води снажну пропаганду на просторе Далмације који су некада били под њиховом контролом. Успели су да се изборе да се Далмација не изјасни за уједињење са Хрватском и Славонијом које су то учиниле 1868. године, што су на крају и учиниле све општине на том делу, осим српске општине Обровац која је била за уједињење.
Да би аустријске власти спасиле Монархију од ових деловања, оне су обнародовале устав 25. априла 1848. године, који је предвидео формирање Парламента, министарске одговорности, те и покрајинске сталеже и одређене слободе народима унутар Монархије.

## Поводи и припреме за устанак
Неколико година заредом, све до године устанка, Грбаљ су погодиле суша и неплодни периоди. И поред тога, Грбљани су морали да плаћају високе намете аустријској власти. Осим тога, нерешени односи између Грбљана и Которана, при чему су у великом делу Грбља још увек владали кметски односи, додатно су се погоршали због 1848. године. И поред молби за депутације које су Грбљани слали за Задар, који је тада био седиште формиране Краљевине Далмације унутар Хабзбуршке монархије, а на крају и за Беч, аустријске власти нису показивале никакву намеру да попусте. Због тога, већ у марту месецу те године, Грбљани почињу са спорадичним, али одлучним одбијањем плаћања пореза држави, до те мере да аустријске власти нису желеле да улазе на подручје Грбља. Све ово је додатно допринело порасту нетрпељивости Грбљана према Монархији.
Доношењем споменутог устава из 1848. године, требало је да смири односе у Боки Которској. Свака општина је требало да бира делегате који би даље имали гласачко право поводом Парламента. Ипак, с обзиром да би делегати углавном били имућнији домаћини, Грбаљ са своим углавном сеоским становништвом је тиме доведен у неравноправан положај, не само и у пореском систему, већ и у делегатском. Због тога је у самом Грбљу покренута расправа. Са једне стране, две кнежине Горњег Грбља,Тујковићи и Љубановићи су у почетку подржале такав делегатски систем. Са друге стране, две кнежине Доњег Грбља, Лазаревићи и Бојковићи су заузеле противан став. Након више одржаних зборова и договора, све кнежине су на крају прихватиле ставове Доњег Грбља. Тиме је избор делегата у осталим општинама прошао у најбољем реду, док је Грбаљ био изузетак. Све ово, уз додатан осећај немира и погрешне процене да је Монархији дошао крај због великих побуна те године, навело је Грбљане да почну да спремају оружани устанак.
Грбљани су тада послали своју делегацију на Цетиње, желећи да упознају владику Петра II Петровића Његоша са њиховим плановима за побуну, очекујући његову помоћ. На помоћ су рачунали, јер су знали са коликом одушевљеношћу је владика Његош посматрао побуне њихових сународника на подручју Српске Војводине. Осим тога, желели су и подршку ако би се Грбаљ присајединио тадашњој Црној Гори, што су знали да је владика и желео. Ипак, владика је саветовао Грбљанима да остану мирни, јер је желео да рачуна на добре односе са тадашњом Хабзбуршком монархијом.
Разлози оваквог владичиног одговора делују донекле нејасни. Ипак, треба увидети да је те године из Београда стигла порука коју је владици пренео српски дипломата и политичар Матија Бан. Порука је садржала и шири политички план који се односио не само на проблем Српског Војводства и стварања Троједнице, већ и на ослобођење Босне и Херцеговине од стране Србије и Црне Горе и жељама за коначно уједињење Срба на тим територијама, као и за остваривањем добрих односа са Хрватима. Због тога је црногорским представницима, према историчару др Божидару Вукотићу, онда било од велике важности да Црна Гора оствари добре односе са суседним Аустријанцима, те је вероватно Грбаљска буна дошла у незгодан моменат. И поред свега тога, жеља Грбљана за буном је била незаустављива, и они су започели припреме за устанак.

## Устанак
Грбаљска буна је започета 26. јула 1848, на дан када је у Боки заказан први избор посланика за Парламент.

### Инцидент у Которској дворани и побуне након тога
Окружни поглавар у Котору, Едуард Грије, (Eduard Grietz) добио је крајем јула 1848. године информације да Грбљани планирају да одрже неке скупове и да дођу у Котор у великом броју, али није успео да сазна сврху таквог окупљања. Због могућности нереда, наредио је да се појача народна стража и обавестио команданта регуларне војске да војска буде у стању приправности.
На дан избора, у општинској дворани су били окупљени сви чланови изборне комисије, сем делегата из Паштровића и Грбљана, које су чекали. У неком тренутку, један од представника Грбљана, кнез Војин Бојковић, ушао је у дворану са још неколико Грбљана и одржао говор у којем је наводио безакоња и неправде које се чине Грбљанима, да би на крају завршио рекавши да Грбљани одбијају да учествују у бирању посланика. Тада му је окружни поглавар одговорио да су Грбљани пошли лошим путем и да треба да се оставе тога. На то му је кнез Бојковић одговорио да ће пренети то што му је рекао својим Грбљанима и напустио је дворану. После краћег времена, ушла је већа група наоружаних Грбљана чиме су попунили готово читаву дворану. Пред поглавара је наступио сада кнез Станко Ивов Лазаревић, који је у получасовном говору изнео готово све што је кнез Бојковић већ навео, али сада уз велико одобравање Грбљана који су били присутни. А затим је говор завршио критикама на рачун хабзбуршког цара и његових сарадника, уз општу подршку присутних Грбљана који су почели да узвикују пароле против окружног поглавара. Уплашен током догађаја, поглавар се повукао у помоћну собу, а за њим и председник општине Мато Нетовић. Тада је неко позвао војску у помоћ и дат је знак за узбуну, али и поред тога, поглавар је наредио да војска мирује. У помоћну собу је ушло неколико Которана који су успели да га евакуишу, а дворану су напустили готово сви делегати сем појединих Которана који су били добри пријатељи Грбљана и који су покушавали да смире ситуацију. Видевши да је поглавар побегао, Грбљани су прошетали градом, узвикујући пароле против њега, а затим су се предвече вратили својим кућама. О овим догађајима, поглавар Грије је сачинио детаљан извештај 29. јула, под називом Species facti (Стварно стање). У њему је препоручио да се у овом поступку Грбљана открије карактер кривичног дела.
Због преоптерећености побунама у целој Монархији, аустријске власти су ћутке прешле преко овог догађаја, али је Грије донео забрану Грбљанима да уђу у Котор. Незадовољни ситуацијом, Грбљани су започели планове да побуне читаву Боку Которску, па су почели са организовањем састанака у Тивту, Бијелој и на острву Свети Ђорђе код Пераста. Ипак, нису успели да добију подршку свих општинских представника, јер су неки сматрали да није време за побуну. Ипак, понудили су Грбљанима да се издејствује опозовивање забране уласка Грбљана у Котор, као и да се поглавар одстрани из Боке. Поглавар је правдао своје одлуке зато што је 26. јула могао да страда од побуњених Грбљана и тада је упућивао апеле, али и претње Грбљанима, да престану са побунама. Грбљани га нису послушали.

### Сукоби у Сутвару и Тивту
Због ових догађаја, аустријски гувернер у Задру, барон Турски, дао је наређење да се побуна угуши по сваку цену. Како апели и претње нису успели, донесена је одлука да се у септембру демонстрира импонзантна војна сила Монархије у Грбљу. Из Котора, пуковник Лиц је кренуо са 1500 војника, а у његовој пратњи је био и сам Грије.
Они су стигли у Сутвар 26. септембра. Насупрот очекивањима Лица, Грбљани не само да се нису уплашили, већ су кренули у директан окршај са Лицовом војском. Сазнавши за велику аустријску војску у Грбљу, у помоћ им је пристигло и око 700 наоружаних Црногораца, као Његошева подршка. Због снажног отпора Грбљана и Црногораца, Лиц је био приморан да се повуче у правцу Тивта, док је Грије побегао преко Тројице са Котор. Грбљани су се тада приближили Тивту и позвали тамошњег главара да се састане са њима. Када је дошао, од њега су захтевали да се придружи њиховој побуни, што он није прихватио. Након тога, Грбљани су захтевали да им Тивћани бар донесу довољне количине хлеба и вина, што су обећали да ће платити, а поглавар је то прихватио. После дужег времена, постало је извесно да Тивћани неће доћи, те је једна група Црногораца са неколико Грбљана кренула ка Тивту да види шта је томе био узрок. Када су се приближили селу, на њих је из једне куће отворена ватра, при чему су погинули двојица Црногораца који су после покопани код цркве Св. Агате у Тивту.
Устаници су затим покренули велики напад на аустријску војску у Тивту. Окупациона аустријска војска се уз спорадичне окршаје, повукла за Котор, а устаници су успели да заузму цео Тиват. Испоставило се да је Тиват био готово празан. Љути због неодржане речи и тиме подршци упућеној аустријским властима, устаници су опљачкали већи број кућа у Тивту, односећи оружје, одећу, накит и посуђе. Када је Његош добио обавештења о пљачкама, послао је писмо своме ујаку Владу Пророковићу са Његуша да објави његову наредбу да се врати све што је украдено из Тивта, уз претње строгим казнама за оне који се оглуше о њу. Пророковић је то и учинио, о чему је посведочио и на свом саслушању у Поглаварству у Котору када је навео да су након наредбе устаници који су то учинили одмах вратили оно што су однели.
Након тога, 28. септембра, устаници су се повукли из Тивта.

### Преговори и крај устанка
Увидевши немогућност да устанак угуши војном силом, гувернер Турски је хитно упутио у Котор свог изасланика барона Геталдија да започне преговоре са устаницима. Увидевши да су у борби остали сами, Грбљани су прихватили преговоре. Након десетодневног преговора, Геталди је 18. октобра коначно успео да постигне споразум са устаницима. Он је морао да попусти пред захтевима Грбљана, те је договорено да се Грбљу смање порези уз захтев да они у тој општини не смеју да буду већи од пореза у другим општинама, а уз тај захтев, амнестирани су и сви устаници за догађаје након 18. марта. У Котору су тог дана потписали споразум представници цивилне и војне области са једне, као и представници Грбља са друге стране, кнежеви Војин Бојковић, Андрија Лазаревић, Ђуро Мазарак и други.